# Francouzská benediktinská kongregace

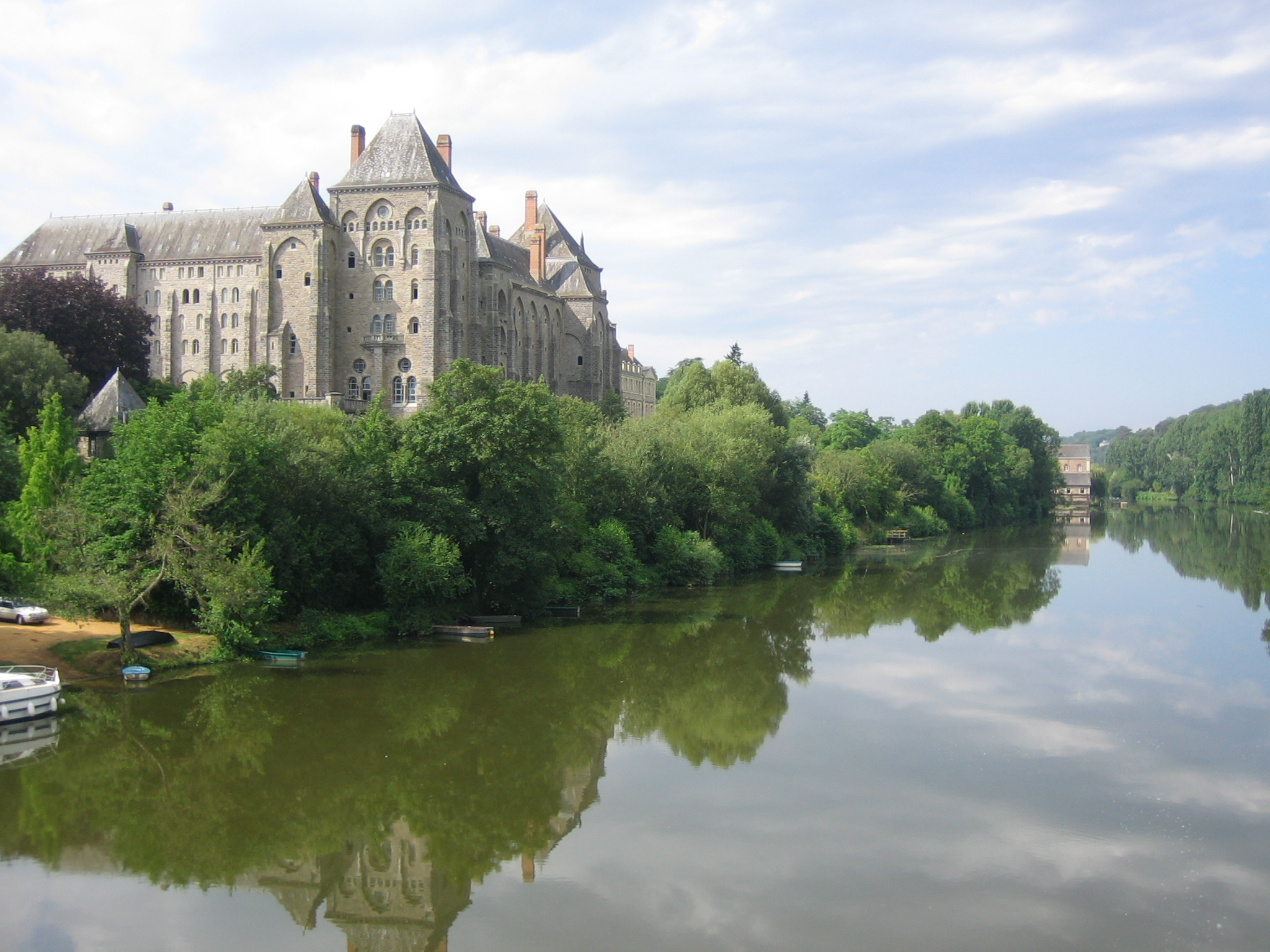
Klášter svatého Petra v Solesmes

Francouzská benediktinská kongregace (známá také jako Kongregace ze Solesmes) je kongregace benediktinských klášterů, náležející do benediktinské konfederace.

## Historie
Kněz Prosper-Louis-Pascal Guéranger koupil zpět roku 1832 klášterní budovy v Solesmes a dne 11. července 1833 založil komunitu, která byla v roce 1837 povýšena na opatství, a stal se prvním opatem. Zároveň papež Řehoř XVI. založil kongregaci ze Solesmes (Congregatio Gallica, také: Congrégation de Solesmes), jejímž generálem byl určen opat ze Solesmes.

## Činnost
Kongregace zastřešuje kláštery, které vzešly založením (fundací) ze Solesmes. Značná část klášterů se věnuje řeholnímu životu tak, jak byl v církvi obvyklý před rokem 1962, včetně vysluhování liturgie a svátostí v tradičním římském ritu (forma extraordinaria).

## Galerie

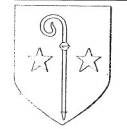
Znak francouzské benediktinské kongregace
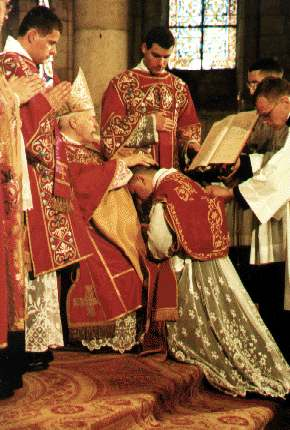
Kněžské svěcení ve Fontgombault
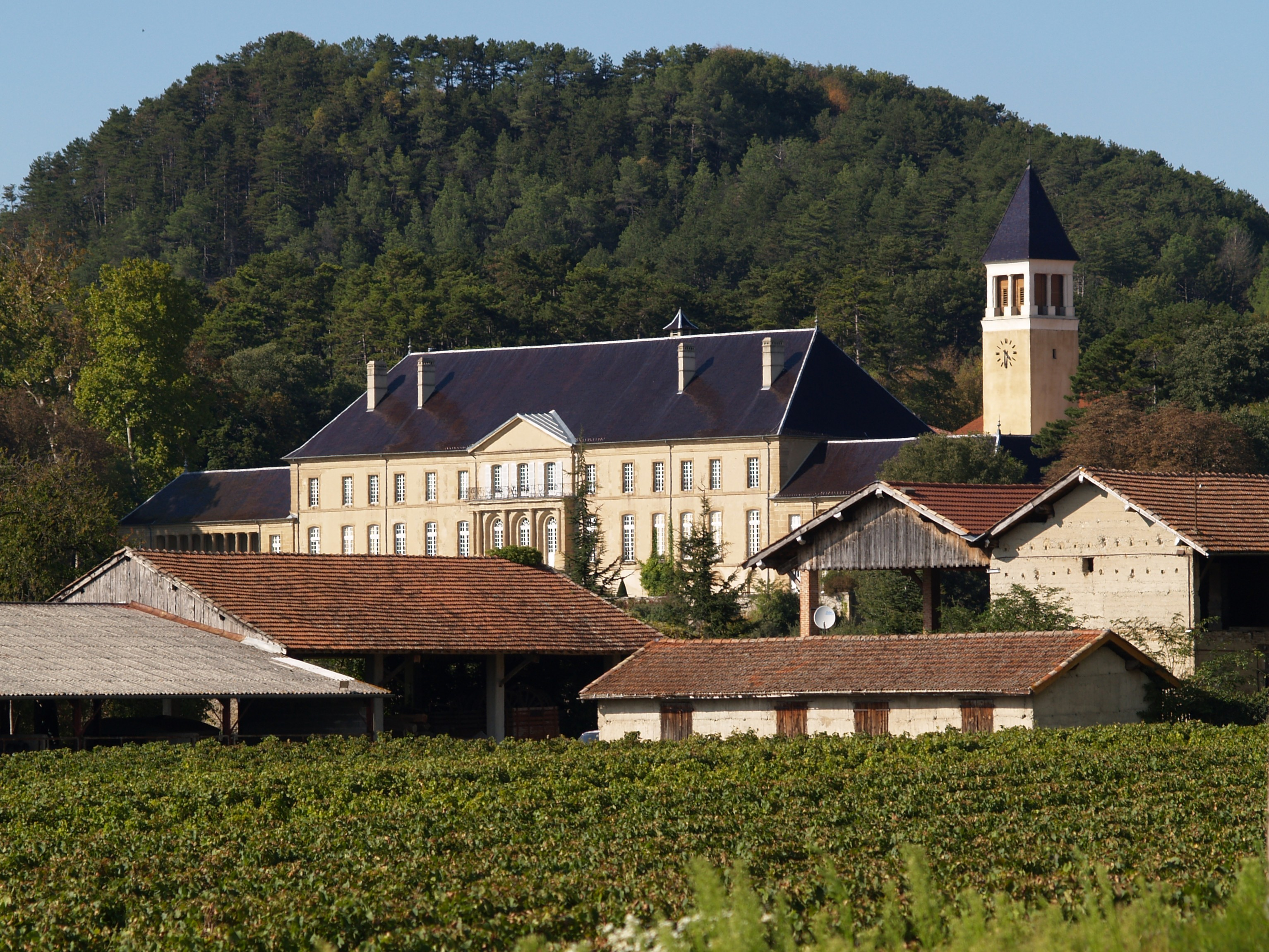
Opatství Triors
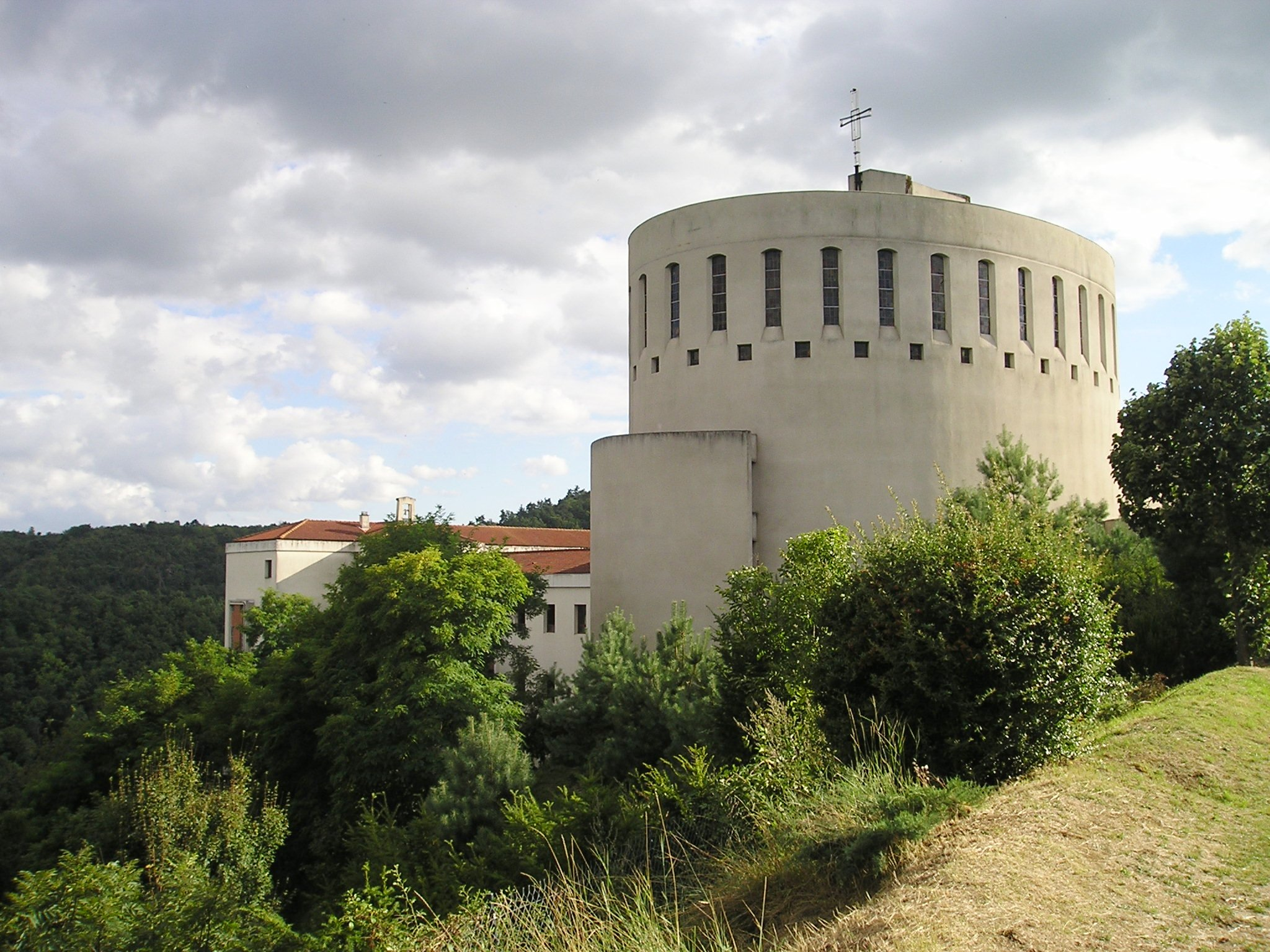
Opatství Randol

## Kláštery kongregace ze Solesmes

### Bratři
- Opatství Solesmes (1833)
- Opatství Ligugé (1853)
- Klášter Ganagobie (1856)
- Klášter Santo Domingo de Silos, Španělsko (1880)
- Opatství Wisques (1889)
- Klášter svaté Marie (1893)
- Opatství svatého Wandrilla (1894)
- Opatství Clervaux, (1890)
- Kergonan Abbey (1897)
- Opatství svatého Benedikta, Quebec (1912)
- Opatství Quarr, Anglie (1922)
- Klášter Montserrat (1939)
- Klášter Schoelcher, Martinik (1947)
- Opatství Fontgombault (1948)
- Opatství St. Benedictusberg, Nizozemsko (1951)
- Opatství Leyre, Španělsko (1954)
- Opatství v Údolí padlých, Španělsko (1958)
- Opatství Keur Moussa, Senegal (1961)
- Opatství Randol (1971)
- Opatství Triors (1984)
- Opatství Gaussan (1994)
- Klášter Palendriai, Litva (1998)
- Opatství Clear Creek, USA (1999)

### Sestry
- Opatství sv. Cecilie, Solesmes (1866)
- Opatství Wisques (1889)
- Opatství sv. Michaela, Kergonan (1898)
- Opatství sv. Marty nad jezerem, Quebec (1936)
- Opatství sv. Cecilie v Ryde, England (1950)
- Klášter Keur-Guilaye, Senegal (1970)
- Klášter Le Carbet, Martinik (1977)
- Klášter Westfield, USA (1981)